# Dendropoma mejillonense
Dendropoma mejillonense is een slakkensoort uit de familie van de Vermetidae. De wetenschappelijke naam van de soort is voor het eerst geldig gepubliceerd in 2008 door Pacheco & Laudien.